# ريان جيمس (كاتب)
ريان جيمس (بالإنجليزية: Rian James)‏ هو كاتب سيناريو أمريكي، ولد في 3 أكتوبر 1899 في إيغل باس في الولايات المتحدة، وتوفي في 26 أبريل 1953 في شاطئ نيوبورت في الولايات المتحدة بسبب مرض.

## وصلات خارجية
- ريان جيمس على موقع IMDb (الإنجليزية)
- ريان جيمس على موقع أول موفي (الإنجليزية)
- ريان جيمس على موقع قاعدة بيانات الفيلم (الإنجليزية)